# 山鹿旗之進
山鹿 旗之進（やまが はたのしん、1860年2月16日〈安政7年1月25日〉 - 1954年〈昭和29年〉4月1日）は、日本のメソジストの牧師、教育者、文筆家。

## 人物・来歴
万延元年（1860年）に弘前藩の江戸藩邸に生まれる。津軽に帰郷し藩学を経て、東奥義塾に入り、ジョン・イングと本多庸一の指導を受ける。1877年（明治10年）、イングより洗礼を受ける。
弘前教会資産係を経て、勧士になる。1879年、横浜山手の美會神学校開校と同時に入学する。1887年に東京英和学校を卒業すると、母校の教師になる。
1887年、長老の按手礼を受け、名古屋中央教会に赴任し、岐阜・高山の開拓伝道を行う。名古屋清流女学校の創設にも関わる。
1889年、中央教会会堂建設に協力、1890年に渡米しドルー神学校を卒業し、1893年に帰国する。名古屋第一教会（現：広路教会）の基礎を築いて、1895年に横浜教会（現：日本基督教団横浜上原教会）・神奈川教会・鎌倉教会に移った。1903年に九段教会（現：日本基督教団九段教会）に赴任する。
1914年には横浜聖経女学校の教頭になる。1923年教師を引退し、横浜の神奈川に住んで文筆活動を行った。
『六合雑誌』、『福音新報』、『教界時報』、『護教』、などに寄稿した。
山鹿素行の直系。芸能プロモーターの渡辺美佐は孫にあたる。

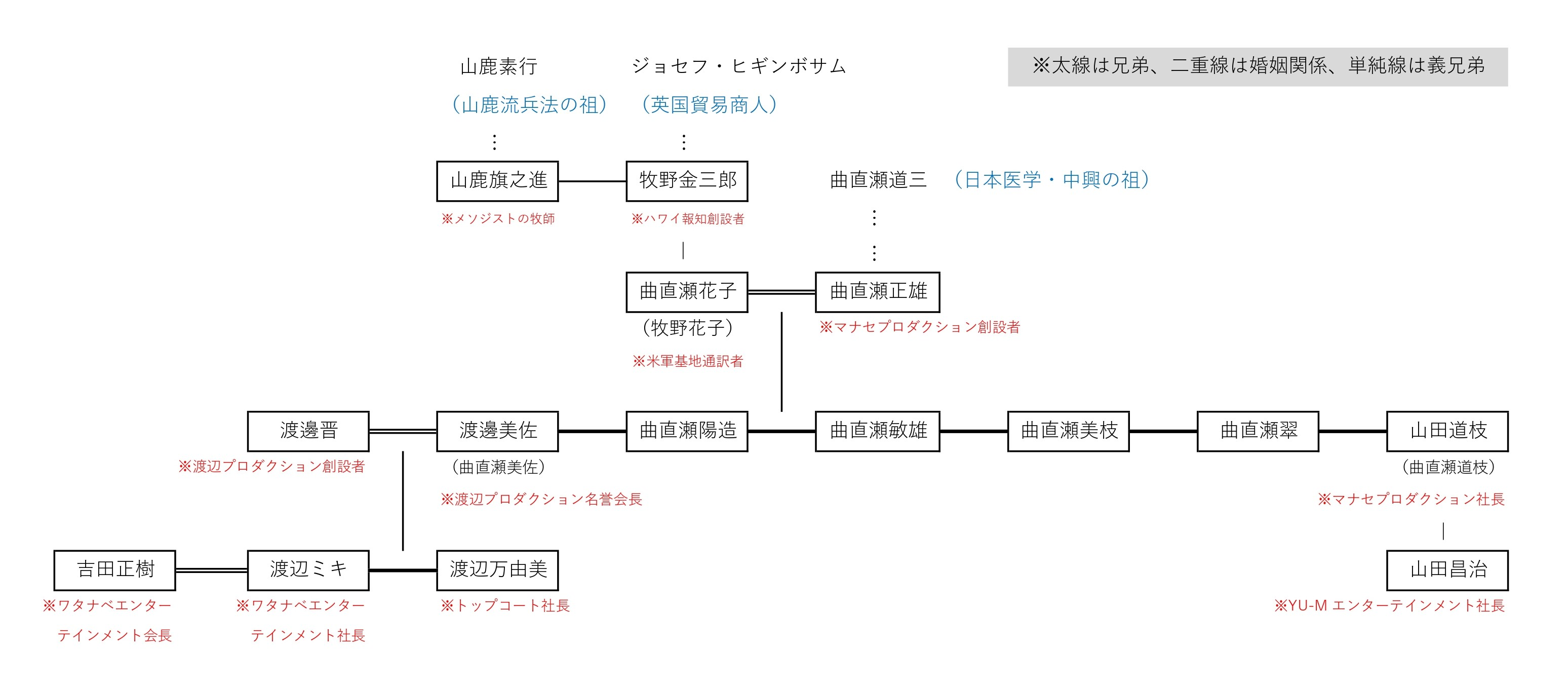
山鹿家 家系図

## 著書

### 単著
- 『組長のつとめ』教文館、1896年8月。全国書誌番号:40049722。
- 『福音書の著者』警醒社、1908年7月。全国書誌番号:40050852。
- 『合同メソヂスト教会小誌 未定稿』1913年12月。
  - 山鹿旗之進、中村金次、倉長巍『合同メソヂスト教会小誌・南美宣教五十年史・加奈陀メソヂスト日本伝道概史』鈴木範久監修、日本図書センター〈近代日本キリスト教名著選集 第2期 キリスト教教派史篇 14〉、2003年4月。ISBN 9784820586913。全国書誌番号:20399235。
- 『組会 起元・組織・発達・活用』フレンド社、1929年3月。全国書誌番号:44043349。
- 『我が父の面影 山本有成伝』山本富一、1931年10月。

### 共著
- 杉山重義、山鹿旗之進 著、森本介石 編『日本全国基督教信徒同盟会演説集』警醒社、1887年6月。
  - 杉山重義、山鹿旗之進 著、森本介石 編『日本全国基督教信徒同盟会演説集』（再版）警醒社、1887年9月。全国書誌番号:40050247。

### 編集
- 『封永生』教文館、1899年5月。全国書誌番号:40050379。
  - 『封永生』基督教出版社、1938年12月。全国書誌番号:44044084。
- ヂヨルヂ・ラヂングトン・ウヱード『耶蘇基督』教文館、1901年2月。全国書誌番号:40050483。
- 『はりす夫人』教文館、1911年11月。全国書誌番号:40050298。
  - 『はりす夫人』大空社〈伝記叢書 182〉、1995年10月。ISBN 9784872364811。全国書誌番号:96052850。
- 山鹿素行『士談』警眼社、1913年1月。全国書誌番号:43017422。
- 山鹿素行『謫居童問』博文館、1913年7月。全国書誌番号:43018894。

### 翻訳
- ハンナ・ホイットヲール・スミス『幸福の生涯』メソヂスト出版舎、1895年11月。全国書誌番号:40049756。
- サムエル・エフ・アパム『牧会学』教文館、1898年6月。全国書誌番号:40050381。
- サムエル・エフ・アパム『実践神学』教文館、1898年7月。全国書誌番号:40049810。
- サムエル・エフ・アパム『説教学』実践神学、1898年7月。全国書誌番号:40050078。
- サムエル・エフ・アパム『礼拝学』教文館、1898年7月。全国書誌番号:40050564。
- ヂエ・ペーターソンスミス『来世の福音』教界時報社、1927年12月。全国書誌番号:44068462。